# Hans Hirschmann (Politiker)
Hans Hirschmann (* 30. März 1893 in Winkel; † 4. Oktober 1968 in Rheinbach) war ein deutscher Kommunalpolitiker und ehrenamtlicher Bürgermeister und Landrat (CDU).

## Leben
Hirschmann studierte Medizin an den Universitäten Gießen, Würzburg und Frankfurt. Dort promovierte er auch 1923 zum Dr. med., bevor er sich 1927 in Rheinbach als Arzt niederließ.
Politische Betätigung
In seinem Wohnort Rheinbach gehörte er über viele Jahre dem Stadtrat an, dem er in den Jahren 1948 bis 1963 als ihr Bürgermeister vorstand. Daneben war er von 1952 bis 1968 Mitglied des Kreistages des Landkreises Bonn, dessen ehrenamtlichen Landrat er auch über sechs Wahlperioden ununterbrochen vom 22. Dezember 1952 bis zum 9. Oktober 1964 stellte. Zudem war er Mitglied folgender Gremien des Landkreistages Nordrhein-Westfalen: 1953–1964 Gesundheitsausschuss, 1957–1961 Kultur- und Schulausschuss sowie 1961–1964 stellvertretendes Mitglied des Kultur- und Schulausschusses.
Familie
Hans Hirschmann war verheiratet mit Elsbeth, geb. Schregel, Tochter von Josef Schregel.
Ehrungen
- Ehrenbürger der Stadt Rheinbach (22. Dezember 1964)[1]
- Großes Goldenes Ehrenzeichen für Verdienste um die Republik Österreich (1964)[2].

## Schriften
- Über Ulcusperforationen in die freie Bauchhöhle im Bereich des Magens und Duodenums (=Dissertation, Universität Frankfurt), Frankfurt am Main 1923